# Clemens Träber

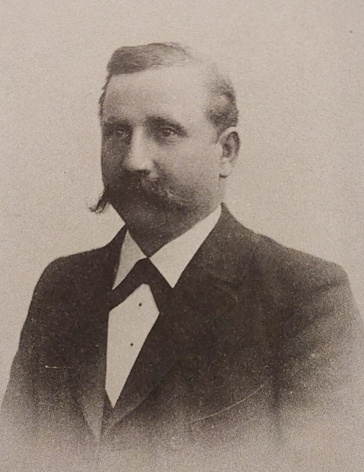
Clemens Träber

Clemens August Träber (* 2. September 1862 in Arnsdorf; † 25. April 1938 in Arnsdorf) war ein sächsischer Politiker und langjähriges Mitglied im Sächsischen Landtag, sowie Bürgermeister von Arnsdorf.

## Leben
Clemens Träber war der Sohn des Arnsdorfer Bauers Friedrich August Träber und wuchs auf dem väterlichen Gut auf. Von 1882 bis 1884 absolvierte er seinen aktiven Wehrdienst bei der 9. Kompanie des Leib-Grenadier-Regiments 100 in der sächsischen Armee. Während dieser Zeit wurde er zum Unteroffizier befördert.
Im Jahr 1893 wurde er in Arnsdorf zum Gemeindevorstand (Bürgermeister) gewählt, ein Amt, welches er die nächsten 37 Jahre begleitete. Im Jahr 1897 starb der Landtagsabgeordnete und Mitglied der sächsischen Fortschrittspartei Gustav Philipp. Daraufhin wurde Clemens Träber für den 9. Ländlichen Wahlkreis nachnominiert und gewählt. Bis 1901 vertrat er die Fortschrittspartei im sächsischen Landtag, obwohl er bereits am 1. Mai 1894 offen das Parteiprogramm der Deutschkonservativen Partei unterstützte. Von 1901 bis 1918 gehörte er offiziell dem konservativen Flügel des sächsischen Landtags an. Ebenfalls ab 1897 war er für 35 Jahre Bezirkstagsmitglied und als Mitglied des Bezirksausschuss Dresden arbeitete er 6 Jahre.
Am 17. Oktober 1905 kam Träber mit dem Amtshauptmann von Dresden-Neustadt, Georg von Craushaar, über den Bau einer Heil- und Pflegeanstalt ins Gespräch. Die endgültige Entscheidung für Arnsdorf als Standort der geplanten Anstalt fiel im Februar 1906 bei einer Besichtigung des Areals durch eine Delegation, geleitet vom sächsischen Regierungschef Georg von Metzsch-Reichenbach. Am 1. April 1912 wurde die Königlich-Sächsische Heil- und Pflegeanstalt in Arnsdorf eröffnet.
In der Ortschaft Arnsdorf begleitete er weitere Ämter. So war er 33 Jahre im Kirchenvorstand tätig. Für 41 Jahre war er Vorsitzender bzw. Ausschussmitglied der Ortskrankenkasse, für 30 Jahre war er Ortsrichter und 20 Jahre bekleidete er das Amt des Friedensrichters. Über einen Zeitraum von 18 Jahren hatte er das Amt des Standesbeamten inne. Im Jahr 1904 setzte er sich als Mitglied des Schulvorstandes für den Bau einer neuen Volksschule ein. Er war Ehrenmitglied des Arnsdorfer Männergesangsvereins, der freiwilligen Feuerwehr und der Arnsdorfer Kriegerkameradschaft, wo er 56 Jahre lang Mitglied und langjähriger Vorsitzender war. Auch im Bienenzüchterverein der Ortschaft war er Mitglied.
Im Jahr 1915 wurde in der Pflegeanstalt ein Militärlazarett eingerichtet, wo Verwundete des Ersten Weltkrieges aus 28 Lazarettzügen aufgenommen wurden. Träber übernahm in diesen Jahren die Leitung über den Transport der Verwundeten vom Bahnhof zum Lazarett. Zusätzlich wurde er mit der Betreuung verschiedener Wohlfahrtseinrichtungen, wie Verteilungsstellen und Kriegswirtschaftsausschüssen beauftragt.
Träber war Mitgründer der 1928 gegründeten Sparkasse Arnsdorf und des landwirtschaftlichen Bezugsvereins. Während seiner Amtszeit wurden mehrere Straßen angelegt und weit über 100 Häuser gebaut, sodass die Bevölkerungszahl auf das sechsfache anstieg.
Seine vielseitigen und langjährigen Tätigkeiten in der Ortschaft brachten ihm den Beinamen „Der alte Bürgermeister“ ein.

## Familie
Am 13. Juli 1886 heiratete er Ida Selma Hantsche. Im gleichen Jahr übernahm er das väterliche Gut, das er bis 1912 bewirtschaftete. Er hatte mindestens einen Bruder und ein Kind.

## Ehrungen
Im Jahr 1910 erhielt Clemens Träber das Kriegsverdienstkreuz und 1912 wurde ihm von König Friedrich August III. das Ritterkreuz 2. Klasse vom Albrechtsorden verliehen.
Während seiner Amtszeit als Bürgermeister wurde eine neu angelegte Straße nach ihm benannt.